# 汝湖镇
汝湖镇，是中华人民共和国广东省惠州市惠城区下辖的一个乡镇级行政单位。汝湖，舊稱七女湖，1907年的「惠州七女湖起義」就是在此發動。

## 簡介
汝湖鎮位於東江中游西岸，是一座歷史古鎮，素有「東江商埠」美譽，總面積153平方公里，人口4.5萬人，距惠州市行政中心僅2公里。汝湖生態資源豐富，境内丘陵平地和山塘水库众多，山林面积8.8万亩，山林和水资源丰富，水质优良，丰富的林木资源养育了许多野生动物和奇珍异鸟，是发展观光休闲生态旅游的风水宝地。

## 歷史
汝湖，舊稱七女湖。相傳七位仙女下凡遊玩，到這裏留連忘返，天帝派出天將捉拿，七仙女遂化作七個湖，故名七女湖。
1907年6月2日，同盟會成員鄧子瑜，派陳純和孫隱等人，集合少數會黨群眾，在七女湖發動起義，劫掠清軍防營槍械，並擊敗清軍多人，攻佔了不少墟、村。6月5日，鄧子瑜率眾進攻泰尾，清守兵潰敗，並乘勝攻擊楊村、三達、柏塘等地，旋又在八子爺打敗清營管帶洪兆麟。歸善、博羅、龍門各地會眾紛起嚮應，隊伍增至200餘人。清水師提督李准急調兵鎮壓，起義軍用聲東擊西之技，使清軍兵疲。起義持續十多天後，因黃岡起義失敗，因寡不敵眾，在梁化墟解散，大部分人退入羅浮山山區。

## 行政区划
汝湖镇下辖以下地区：
兴湖社区、水上社区、仍图社区、新光村、东亚村、古仙村、围仔村、房村、黄村、上围村、下围村、大良村、虾村、仍北村、村头村、村尾村、上仍头村、仍中村、南新村、横山头村、沙洲尾村、仍西村、埔头村、黄埔村、大岭头村和茶径村。

## 旅遊景點
惠州市政府於汝湖鎮政府附近，樹立「七女湖起義舊址」紀念碑，紀念1907年，同盟會成員鄧子瑜在此發動「七女湖起義」，碑石背面刻有七女湖起義經過。

## 外部連結
- 汝湖鎮政府信息網